# Denemarken op de Olympische Zomerspelen 2004
Denemarken nam deel aan de Olympische Zomerspelen 2004 in Athene, Griekenland. Net als vier jaar eerder werden onder andere twee gouden medailles gewonnen.

## Medailleoverzicht
| Sport       | Olympiër | Discipline             | Medaille |
| ----------- | --- | ---------------------- | -------- |
| Handbal     | Kristine Andersen Karin Mortensen Karen Brødsgaard Louise Nørgaard Line Daugaard Rikke Schmidt Katrine Fruelund Rikke Skov Trine Jensen Camilla Thomsen Rikke Jørgensen Josephine Touray Lotte Kiærskou Mette Vestergaard Henriette Mikkelsen | vrouwen                | Goud     |
| Roeien      | Eskild Ebbesen Thomas Ebert Thor Kristensen Stephan Mølvig | lichte vier-zonder (m) | Goud     |
| Atletiek    | Joachim Olsen | kogelstoten (m)        | Zilver   |
| Atletiek    | Wilson Kipketer | 800m (m)               | Brons    |
| Badminton   | Jens Eriksen Mette Schjoldager | dubbelspel (g)         | Brons    |
| Tafeltennis | Michael Maze Finn Tugwell | dubbelspel (m)         | Brons    |
| Zeilen      | Signe Livbjerg | europe (v)             | Brons    |
| Zeilen      | Dorte Jensen Helle Jespersen Christina Otzen | yngling (v)            | Brons    |

## Deelnemers en resultaten per onderdeel

### Atletiek
| Olympiër           | Discipline               | Resultaat | Prestatie                                                                       |
| ------------------ | ------------------------ | --------- | ------------------------------------------------------------------------------- |
| Wilson Kipketer    | 800m (m)                 | Brons     | serie 3: 1ste in 1.44,69 halve finale 3: 1ste in 1.44,63 finale: 3de in 1.44,65 |
| Piotr Buciarski    | polsstokhoogspringen (m) | 26e       | kwalificatie groep B: 13de met 5,50m                                            |
| Joachim Olsen      | kogelstoten (m)          | Zilver    | kwalificatie groep B: 1ste met 20,78m finale: 2de met 21,07m                    |
|                    |                          |           |                                                                                 |
| Annemette Jensen   | marathon (v)             | 49e       | 2:50.01                                                                         |
| Christina Scherwin | speerwerpen (v)          | 29e       | kwalificatie groep B: 13de met 56,86m                                           |

### Badminton
| Olympiër                             | Discipline     | Resultaat | Prestatie |
| ------------------------------------ | -------------- | --------- | --- |
| Peter Gade                           | enkelspel (m)  | 5e        | 1ste ronde: W van TPE Chien: 15-6, 15-1 2de ronde: W van IND Kanetkar: 15-10, 15-6 kwartfinale: V van INA Hidayat: 12-15, 12-15 |
| Kenneth Jonassen                     | enkelspel (m)  | 17e       | 1ste ronde: V van CHN Chen: 15-12, 9-15, 5-15 |
| Jens Eriksen Martin Lundgaard Hansen | dubbelspel (m) | 4e        | 1ste ronde: vrij 2de ronde: W van USA Bach/Han: 15-6, 15-4 kwartfinale: W van CHN Cai/Fu: 3-15, 15-11, 15-8 halve finale: V van KOR Lee/Yoo: 15-9, 5-15, 3-15 bronzen finale: V van INA Hian/Limpele: 13-15, 7-15                                                  |
| Jens Eriksen Martin Lundgaard Hansen | dubbelspel (m) | 9e        | 1ste ronde: vrij 2de ronde: V van KOR Kim/Yim: 15-7, 6-15, 12-15 |
|                                      |                |           | |
| Camilla Martin                       | enkelspel (v)  | 9e        | 1ste ronde: W van JPN Yonekura: 11-4, 11-7 2de ronde: V van GBR Hallam: 2-11, 11-5, 10-13 |
| Tine Rasmussen                       | enkelspel (v)  | 9e        | 1ste ronde: V van BUL Nedelcheva: 11-8, 7-11, 11-13 |
| Pernille Harder Mette Schjoldager    | dubbelspel (v) | 9e        | 1ste ronde: W van AUS Crabtree/Wilson-Smith: 15-2, 15-3 2de ronde: V van KOR Lee/Ra: 8-15, 8-15 |
| Pernille Harder Mette Schjoldager    | dubbelspel (v) | 5e        | 1ste ronde: W van GER Grether/Schenk: 15-12, 16-17, 15-5 kwartfinale: V van CHN Gao/Huang: 6-15, 7-15 |
|                                      |                |           | |
| Jens Eriksen Mette Schjoldager       | dubbelspel (g) | Brons     | 1ste ronde: W van FRA Stoyanov/Wright: 15-13, 2-15, 15-5 2de ronde: W van KOR Kim/Lee: 6-15, 15-12, 15-13 kwartfinale: W van INA Marissa/Widianto: 15-12, 15-8 halve finale: V van CHN Gao/Zhang: 9-15, 5-15 bronzen finale: W van DEN Olsen/Rasmussen: 15-5, 15-5 |
| Rikke Olsen Jonas Rasmussen          | dubbelspel (g) | 4e        | 1ste ronde: vrij 2de ronde: W van NZL Petersen/Shirley: 15-14, 15-9 kwartfinale: W van KOR Kim/Ra: 17-14, 15-8 halve finale: V van GBR Emms/Robertson: 6-15, 12-15 bronzen finale: V van DEN Eriksen/Schjoldager: 5-15, 5-15                                       |

### Boogschieten
| Olympiër         | Discipline      | Resultaat | Prestatie |
| ---------------- | --------------- | --------- | --- |
| Hasse Pavia Lind | individueel (m) | 19e       | plaatsingsronde: 8ste met 666 punten 1ste ronde: W van EGY Essam: 158-110 2de ronde: V van UKR Serdyuk: 164-165 |

### Handbal
| Olympiër | Discipline | Resultaat | Prestatie |
| --- | ---------- | --------- | --- |
| Kristine Andersen Karin Mortensen Karen Brødsgaard Louise Nørgaard Line Daugaard Rikke Schmidt Katrine Fruelund Rikke Skov Trine Jensen Camilla Thomsen Rikke Jørgensen Josephine Touray Lotte Kiærskou Mette Vestergaard Henriette Mikkelsen | vrouwen    | Goud      | groep B: 2de W van Frankrijk: 35-26 G van Zuid-Korea: 29-29 W van Spanje: 23-21 W van Angola: 38-22 kwartfinale: W van China: 32-28 halve finale: W van Oekraïne: 29-20 finale: W van Zuid-Korea: 38-36 |

| Groep B |            |             |             |             |             |            |            |            |        |
| #       | Land       | Wedstrijden | Wedstrijden | Wedstrijden | Wedstrijden | Doelpunten | Doelpunten | Doelpunten | Punten |
| #       | Land       | G           | W           | G           | V           | V          | T          | Saldo      | Punten |
| 1       | Zuid-Korea | 4           | 3           | 1           | 0           | 135        | 103        | +32        | 7      |
| 2       | Denemarken | 4           | 3           | 1           | 0           | 125        | 98         | +27        | 7      |
| 3       | Frankrijk  | 4           | 2           | 2           | 0           | 105        | 106        | -1         | 4      |
| 4       | Spanje     | 4           | 0           | 1           | 3           | 86         | 110        | -24        | 1      |
| 5       | Angola     | 4           | 0           | 1           | 3           | 97         | 131        | -34        | 1      |

| Ronde        | Datum  | Plaats     | Land  | Score      | Land |
| ------------ | ------ | ---------- | ----- | ---------- | ---- |
| Groepsfase   |        |            |       |            |      |
| 15 augustus  | Athene | Denemarken | 35-26 | Noorwegen  |      |
| 17 augustus  | Athene | Zuid-Korea | 29-29 | Denemarken |      |
| 19 augustus  | Athene | Spanje     | 21-23 | Denemarken |      |
| 23 augustus  | Athene | Denemarken | 38-22 | Noorwegen  |      |
| Kwartfinale  |        |            |       |            |      |
| 26 augustus  | Athene | China      | 28-32 | Denemarken |      |
| Halve finale |        |            |       |            |      |
| 27 augustus  | Athene | Oekraïne   | 20-29 | Denemarken |      |
| Finale       |        |            |       |            |      |
| 29 augustus  | Athene | Denemarken | 38-36 | Zuid-Korea |      |

### Kanovaren
| Olympiër                             | Discipline    | Resultaat | Prestatie                                                |
| ------------------------------------ | ------------- | --------- | -------------------------------------------------------- |
| Lasse Nielsen Mads Kongsgaard Madsen | K-2 500m (m)  | 13e       | serie 1: 5de in 1.33,938 halve finale 2: 5de in 1.33,482 |
| Lasse Nielsen Mads Kongsgaard Madsen | K-2 1000m (m) | 12e       | serie 2: 5de in 3.19,171 halve finale 1: 6de in 3.15,417 |

### Paardensport
| Olympiër                                                     | Discipline  | Resultaat | Prestatie |
| Dressuur                                                     | Dressuur    | Dressuur  | Dressuur |
| ------------------------------------------------------------ | ----------- | --------- | --- |
| Andreas Helgstrand                                           | individueel | 9e        | Grand Prix: 22ste met 68,333% Grand Prix Special: 10de met 73,960% Grand Prix freestyle: 9de met 76,300% totaal: 72,864 |
| Lone Jørgensen                                               | individueel | 38e       | Grand Prix: 38ste met 65,750% |
| Jon Pedersen                                                 | individueel | 19e       | Grand Prix: 17de met 69,000% Grand Prix Special: 19de met 69,160% |
| Per Sandgaard                                                | individueel | 10e       | Grand Prix: 12de met 70,667% Grand Prix Special: 11de met 71,560% Grand Prix freestyle: 11de met 75,050% totaal: 72,426 |
| Andreas Helgstrand Lone Jørgensen Jon Pedersen Per Sandgaard | team        | 5e        | 69,333 |
| Springconcours                                               |             |           | |
| Thomas Velin                                                 | individueel | 11e       | kwalificatie: 10de 1ste ronde: 1ste met 0 strafpunten 2de ronde: 13de met 4 strafpunten 3de ronde: 20ste met 6 strafpunten totaal: 10 strafpunten finale: 11de 1ste ronde: 4de met 4 strafpunten 2de ronde: 11de met 9 strafpunten totaal: 13 strafpunten |

### Gymnastiek
| Olympiër     | Discipline     | Resultaat | Prestatie                           |
| ------------ | -------------- | --------- | ----------------------------------- |
| Peter Jensen | trampoline (m) | 16e       | kwalificatie: 16de met 32,70 punten |

### Roeien
| Olympiër                                                         | Discipline             | Resultaat | Prestatie |
| ---------------------------------------------------------------- | ---------------------- | --------- | --- |
| Mads Rasmussen Rasmus Quist                                      | lichte dubbel-twee (m) | 4e        | serie 3: 1ste in 6.17,68 halve finale 1: 3de in 6.17,85 finale: 4de in 6.23,92                               |
| Thor Kristensen Thomas Ebert Stephan Mølvig Eskild Ebbesen       | lichte vier-zonder (m) | Goud      | serie 2: 1ste in 5.50,72 halve finale 1: 1ste in 5.55,85 finale: 1ste in 5.56,85                             |
|                                                                  |                        |           | |
| Juliane Rasmussen Johanne Thomsen                                | lichte dubbel-twee (v) | 10e       | serie 3: 3de in 6.56,62 herkansingen: 3de in 6.57,84 halve finale 1: 5de in 7.01,98 finale B: 4de in 7.32,58 |
| Dorthe Pedersen Sarah Lauritzen Christina Rindom Majbrit Nielsen | dubbel-vier (v)        | 7e        | serie 2: 4de in 6.28,16 herkansingen: 5de in 6.25,41 finale B: 1ste in 6.50,13                               |

### Schietsport
| Olympiër          | Discipline             | Resultaat | Prestatie                          |
| ----------------- | ---------------------- | --------- | ---------------------------------- |
| Peter Thuesen     | 10m luchtgeweer (m)    | 29e       | kwalificatie: 29ste met 589 punten |
| Torben Grimmel    | 50m geweer liggend (m) | 9e        | kwalificatie: 9de met 594 punten   |
| Michael Nielsen   | skeet (m)              | 7e        | kwalificatie: 7de met 122 punten   |
|                   |                        |           |                                    |
| Ann Spejlsgaard   | 10m luchtgeweer (v)    | 33e       | kwalificatie: 33ste met 388 punten |
| Susanne Meyerhoff | 10m luchtpistool (v)   | 33e       | kwalificatie: 21ste met 329 punten |

### Taekwondo
| Olympiër       | Discipline | Resultaat | Prestatie                                                                |
| -------------- | ---------- | --------- | ------------------------------------------------------------------------ |
| Jesper Roesen  | -68kg (m)  | 9e        | 1ste ronde: W van ARG Hernando: 11-10 kwartfinale: V van KOR Song: 11-13 |
| Zakaria Asidah | +80kg (m)  | 13e       | 1ste ronde: V van JOR Aqil: 6-9                                          |

### Tafeltennis
| Olympiër                  | Discipline     | Resultaat | Prestatie |
| ------------------------- | -------------- | --------- | --- |
| Michael Maze              | enkelspel (m)  | 17e       | 1ste ronde: vrij 2de ronde: vrij 3de ronde: V van HKG Leung: 1-4 |
| Michael Maze Finn Tugwell | dubbelspel (m) | Brons     | 1ste ronde: vrij 2de ronde: W van NGR Akinlabi/Nosiru: 4-2 3de ronde: W van AUT Jindrak/Schlager: 4-0 kwartfinale: W van SWE Persson/Waldner: 4-1 halve finale: V van CHN Chen/Ma: 2-4 bronzen finale: W van RUS Mazoenov/Smirnov: 4-2 |

### Triatlon
| Olympiër       | Discipline | Resultaat | Prestatie  |
| -------------- | ---------- | --------- | ---------- |
| Rasmus Henning | mannen     | 7e        | 1:52.37,32 |

### Wielersport
| Olympiër            | Discipline       | Resultaat    | Prestatie      |
| Mountainbike        | Mountainbike     | Mountainbike | Mountainbike   |
| ------------------- | ---------------- | ------------ | -------------- |
| Peter Riis Andersen | mannen           | 18e          | 2:24.03        |
| Christian Poulsen   | mannen           | 39e          | op 1 ronde     |
|                     |                  |              |                |
| Peter Riis Andersen | vrouwen          | DNF          | niet gefinisht |
| Weg                 |                  |              |                |
| Frank Høj           | tijdrit (m)      | 18e          | 1:00.35,73     |
| Bo Hamburger        | wegwedstrijd (m) | 25e          | 5:41.56        |
| Frank Høj           | wegwedstrijd (m) | 8e           | 5:41.56        |
| Lars Michaelsen     | wegwedstrijd (m) | 55e          | 5:50.35        |
| Michael Rasmussen   | wegwedstrijd (m) | DNF          | niet gefinisht |
| Nicki Sørensen      | wegwedstrijd (m) | 60e          | 5:50.35        |

### Worstelen
| Olympiër       | Discipline     | Resultaat      | Prestatie                                                                           |
| Grieks-Romeins | Grieks-Romeins | Grieks-Romeins | Grieks-Romeins                                                                      |
| -------------- | -------------- | -------------- | ----------------------------------------------------------------------------------- |
| Håkan Nyblom   | -55kg (m)      | 8e             | groep 7: 2de V van GRE Kiouregkian: 0-3 W van CHN Sheng: 2-1 W van KGZ Kalilov: 3-0 |

### Zeilen
| Olympiër                                     | Discipline  | Resultaat | Prestatie                                               |
| -------------------------------------------- | ----------- | --------- | ------------------------------------------------------- |
| Jonas Høgh-Christensen                       | finn (m)    | 9e        | 105 punten: (16-4-23-DNF-1-8-11-13-10-8-11)             |
| Kristian Kjærgaard Mads Møller               | 470 (m)     | 25e       | 191 punten: (23-9-22-13-DSQ-15-25-22-17-27-18)          |
| Nicklas Holm Claus Olesen                    | star (m)    | 9e        | 83 punten: (14-12-2-2-11-7-5-17-16-14-10)               |
|                                              |             |           |                                                         |
| Signe Livbjerg                               | europe (v)  | Brons     | 74 punten: (4-6-7-15-8-6-10-3-11-4-25)                  |
| Michaela Meehan Susanne Ward                 | 470 (v)     | 6e        | 89 punten: (11-1-4-3-13-8-5-16-12-RAF)                  |
| Dorte Jensen Helle Jespersen Christina Otzen | yngling (v) | Brons     | 54 punten: (1-14-5-5-5-6-3-4-6-5-OCS)                   |
|                                              |             |           |                                                         |
| Anders Nyholm                                | laser       | 22e       | 203 punten: (16-30-12-18-20-27-25-18-21-26)             |
| Dennis Dengsø Andersen Michael Hestbæk       | 49er        | 13e       | 138 punten: (16-17-17-10-7-11-3-15-6-7-17-1-15-6-11-13) |

### Zwemmen
| Olympiër                                                      | Discipline            | Resultaat | Prestatie                                                                     |
| ------------------------------------------------------------- | --------------------- | --------- | ----------------------------------------------------------------------------- |
| Peter Thuesen                                                 | 200m vrije slag (m)   | 18e       | serie 5: 1ste in 1.50,15                                                      |
| Peter Thuesen                                                 | 400m vrije slag (m)   | 15e       | serie 5: 5de in 3.51,09                                                       |
| Peter Thuesen                                                 | 200m wisselslag (m)   | 31e       | serie 3: 1ste in 2.04,80                                                      |
|                                                               |                       |           |                                                                               |
| Jeanette Ottesen                                              | 50m vrije slag (v)    | 22e       | serie 7: 1ste in 25,95                                                        |
| Jeanette Ottesen                                              | 100m vrije slag (v)   | 18e       | serie 4: 2de in 56,17                                                         |
| Louise Mai Jansen                                             | 200m vrije slag (v)   | 37e       | serie 2: 3de in 2.06,06                                                       |
| Louise Ørnstedt                                               | 100m rugslag (v)      | 7e        | serie 5: 4de in 1.02,16 halve finale 2: 3de in 1.01,12 finale: 7de in 1.01,51 |
| Louise Ørnstedt                                               | 200m rugslag (v)      | 6e        | serie 5: 3de in 2.13,05 halve finale 2: 4de in 2.11,77 finale: 6de in 2.11,15 |
| Majken Thorup                                                 | 100m schoolslag (v)   | 19e       | serie 4: 6de in 1.10,97                                                       |
| Majken Thorup                                                 | 200m schoolslag (v)   | 25e       | serie 2: 3de in 2.35,39                                                       |
| Mette Jacobsen                                                | 100m vlinderslag (v)  | 15e       | serie 2: 1ste in 59,81 halve finale 1: 7de in 59,72                           |
| Mette Jacobsen                                                | 200m vlinderslag (v)  | 6e        | serie 4: 6de in 2.11,99 halve finale 2: 5de in 2.10,47 finale: 6de in 2.01,01 |
| Louise Mai Jansen                                             | 200m wisselslag (v)   | 30e       | serie 1: 6de in 2.27,08                                                       |
| Mette Jacobsen Louise Ørnstedt Jeanette Ottesen Majken Thorup | 4x100m wisselslag (v) | 9e        | serie 1: 4de in 4.08,89                                                       |

Afghanistan · Albanië · Algerije · Amerikaanse Maagdeneilanden · Amerikaans-Samoa · Andorra · Angola · Antigua en Barbuda · Argentinië · Armenië · Aruba · Australië · Azerbeidzjan · Bahama's · Bahrein · Bangladesh · Barbados · België · Belize · Benin · Bermuda · Bhutan · Bolivia · Bosnië en Herzegovina · Botswana · Brazilië · Britse Maagdeneilanden · Brunei · Bulgarije · Burkina Faso · Burundi · Cambodja · Canada · Centraal-Afrikaanse Republiek · Chili · China · Chinees Taipei · Colombia · Comoren · Congo-Brazzaville · Congo-Kinshasa · Cookeilanden · Costa Rica · Cuba · Cyprus · Denemarken · Djibouti · Dominica · Dominicaanse Republiek · Duitsland · Ecuador · Egypte · El Salvador · Equatoriaal-Guinea · Eritrea · Estland · Ethiopië · Fiji · Filipijnen · Finland · Frankrijk · Gabon · Gambia · Georgië · Ghana · Grenada · Griekenland · Groot-Brittannië · Guam · Guatemala · Guinee · Guinee‑Bissau · Guyana · Haïti · Honduras · Hongarije · Hongkong · Ierland · IJsland · India · Indonesië · Irak · Iran · Israël · Italië · Ivoorkust · Jamaica · Japan · Jemen · Jordanië · Kaaimaneilanden · Kaapverdië · Kameroen · Kazachstan · Kenia · Kirgizië · Kiribati · Koeweit · Kroatië · Laos · Lesotho · Letland · Libanon · Liberia · Libië · Liechtenstein · Litouwen · Luxemburg · Macedonië · Madagaskar · Malawi · Malediven · Maleisië · Mali · Malta · Marokko · Mauritanië · Mauritius · Mexico · Micronesië · Moldavië · Monaco · Mongolië · Mozambique · Myanmar · Namibië · Nauru · Nederland · Nederlandse Antillen · Nepal · Nicaragua · Nieuw-Zeeland · Niger · Nigeria · Noord-Korea · Noorwegen · Oeganda · Oekraïne · Oezbekistan · Oman · Oostenrijk · Oost‑Timor · Pakistan · Palau · Palestina · Panama · Papoea-Nieuw-Guinea · Paraguay · Peru · Polen · Portugal · Puerto Rico · Qatar · Roemenië · Rusland · Rwanda · Saint Kitts en Nevis · Saint Lucia · Saint Vincent en Grenadines · Salomonseilanden · Samoa · San Marino · Sao Tomé en Principe · Saoedi-Arabië · Senegal · Servië en Montenegro · Seychellen · Sierra Leone · Singapore · Slovenië · Slowakije · Soedan · Somalië · Spanje · Sri Lanka · Suriname · Swaziland · Syrië · Tadzjikistan · Tanzania · Thailand · Togo · Tonga · Trinidad en Tobago · Tsjaad · Tsjechië · Tunesië · Turkije · Turkmenistan · Uruguay · Vanuatu · Venezuela · Verenigde Arabische Emiraten · Verenigde Staten · Vietnam · Wit-Rusland · Zambia · Zimbabwe · Zuid-Afrika · Zuid-Korea · Zweden · Zwitserland